# Шеньчен
Шеньчен (кит. 慎城镇, пін. Shènchéng Zhèn) — містечко у КНР, адміністративний центр повіту Їншан провінції Аньхой.

## Географія
Шеньчен розташовується у середній течії річки Цюань (басейн Хуайхе), лежить на Великій Китайській рівнині.

### Клімат
Містечко знаходиться у зоні, котра характеризується вологим субтропічним кліматом. Найтепліший місяць — липень із середньою температурою 28.2 °C (82.8 °F). Найхолодніший місяць — січень, із середньою температурою 2.4 °С (36.3 °F).
| Клімат Шеньчена         | Клімат Шеньчена | Клімат Шеньчена | Клімат Шеньчена | Клімат Шеньчена | Клімат Шеньчена | Клімат Шеньчена | Клімат Шеньчена | Клімат Шеньчена | Клімат Шеньчена | Клімат Шеньчена | Клімат Шеньчена | Клімат Шеньчена | Клімат Шеньчена |
| Показник                | Січ.            | Лют.            | Бер.            | Квіт.           | Трав.           | Черв.           | Лип.            | Серп.           | Вер.            | Жовт.           | Лист.           | Груд.           | Рік             |
| Середня температура, °C | 2,4             | 4               | 9,3             | 15,9            | 21,3            | 25,7            | 28,2            | 27,8            | 22,6            | 17,2            | 10,7            | 4,6             | 15,8            |
| Норма опадів, мм        | 28              | 39.5            | 59.7            | 75              | 91.6            | 124.6           | 207.8           | 126.6           | 89.1            | 59.8            | 45.4            | 21.2            | 968.3           |
| Днів з опадами          | 6,3             | 7,8             | 10,1            | 11              | 10,3            | 9,7             | 12,8            | 10,6            | 10,5            | 8,5             | 8               | 6,6             | 112,2           |
| Вологість повітря, %    | 68.2            | 69.5            | 69.3            | 71.2            | 70.5            | 71.7            | 80.1            | 79.7            | 77.5            | 74.7            | 71.9            | 68.3            | 72.7            |
| ----------------------- | --------------- | --------------- | --------------- | --------------- | --------------- | --------------- | --------------- | --------------- | --------------- | --------------- | --------------- | --------------- | --------------- |
| Джерело: Weatherbase    |                 |                 |                 |                 |                 |                 |                 |                 |                 |                 |                 |                 |                 |